# Angern an der March
Angern an der March – gmina targowa w Austrii, w kraju związkowym Dolna Austria, w powiecie Gänserndorf. Liczy 3 350 mieszkańców (1 stycznia 2014).